# Jan Wrazy
Jan Wraży est un footballeur polonais né le 10 octobre 1943 à Lwów (Ukraine) et mort le 6 avril 2019 en Belgique. 
Cet international polonais  a évolué au Górnik Zabrze, où il a côtoyé Erwin Wilczek, Andrzej Szarmach et Wlodzimierz Lubanski. Joueur complet, Jan Wrazy a terminé sa carrière à Valenciennes où il a joué pendant cinq ans.

## Carrière de joueur
- 1967-1974 : GKS Katowice  Pologne
- 1970-1975 : Górnik Zabrze  Pologne
- 1975-1980 : US Valenciennes Anzin  France[2],[3].

## Palmarès
- International polonais en 1968-1972 (7 sélections)
- Champion de Pologne en 1963, 1964, 1965, 1966, 1967, 1971 et 1972 avec le Górnik Zabrze.

### Sources
- Jacques Ferran et Jean Cornu - Football 1979, Les Cahiers de l'Équipe, 1978, cf. page 136.
- Marc Barreaud, Dictionnaire des footballeurs étrangers du championnat professionnel français (1932-1997), l'Harmattan, 1997.
- (pl) Fiche du joueur sur le site Kadra.pl